# Neobisium radjai
Espèce
Neobisium radjai est une espèce de pseudoscorpions de la famille des Neobisiidae.

## Distribution
Cette espèce est endémique de Bosnie-Herzégovine. Elle se rencontre à Srđevići dans la grotte Golubanjka Pećina.

## Description
La femelle holotype mesure 4,26 mm. Ce pseudoscorpion est anophtalme.

## Étymologie
Cette espèce est nommée en l'honneur de Tonči Rađa.

## Publication originale
- Dimitrijević & Rađa, 2017 : Neobisium radjai n. sp (Neobisiidae: Pseudoscorpiones), a new cave-dwelling pseudoscorpion from Bosnia and Herzegovina. Ecologica Montenegrina, vol. 15, p. 10-16 (texte intégral).